# Кронштадтское восстание (1905)
Кроншта́дтское восста́ние 1905 года — вооружённое выступление (восстание) гарнизона крепости Кронштадт и матросов Балтийского флота, произошедшее 26 октября (8 ноября) 1905 года — 27 октября (9 ноября) 1905 года.
26 октября 1905 года команда в количестве 50 человек Второй роты Второго кронштадтского крепостного пехотного батальона, отправленная в наряд, отказалась идти на работы и предъявила командиру батальона ряд письменных пожеланий. После настойчивых приказаний идти по назначению команда выполнила приказ, но по пути, проходя мимо казарм Третьего батальона крепостной артиллерии, произведших накануне беспорядок, приветствовала его криками «ура» и маханием шапок.
После выполнения приказа команда возвратилась в казармы боковой дорогой мимо казарм матросов, где также кричала «ура» и махала шапками. Матросы отвечали из окон тем же, но к команде не присоединились.
После возвращения в казармы вся команда была арестована и под конвоем крепостной артиллерии была посажена на поезд крепостной железной дороги для препровождения на форт «Павел». По пути на промежуточной станции, где поезд был вынужден задержаться для маневрирования, он был окружён толпой матросов в количестве около 700 человек. Толпа начала бросать в конвой камни, которые причинили несколько тяжелых ушибов. После этого конвой при поддержке вызванных на помощь учебных команд открыл огонь. В результате толпа рассеялась, а на месте толпы остался один убитый и один тяжелораненый. Арестанты были доставлены по назначению.
Разбежавшаяся толпа собралась и направилась на Павловскую улицу, где сломала ворота в учебно-артиллерийском отряде и ворвалась во двор. К толпе присоединилась значительная часть учебно-артиллерийского отряда. Выйдя на улицу, толпа начала производить беспорядки: тушить фонари, бить стекла в казармах и частных домах, стрелять в воздух из захваченных винтовок. К толпе присоедились люди из других экипажей и она увеличилась. После этого толпа разломала калитку и стены, соединяющие казарменные дворы с двором морского собрания, разбила стёкла и двери, разгромила и разграбила кухни и буфет. Затем толпа вышла на Большую Екатерининскую улицу, перебила стёкла в лицевом фасаде Морского офицерского собрания, Морской библиотеке и в некоторых офицерских флигелях.
Во время этих событий в экипажах, остававшихся ещё спокойными, пронеслось известие, что сухопутными убит на Александровской улице матрос и надо отомстить. Некоторые матросы экипажей захватили ружья и патроны выбежали на улицу и присоединились к толпе. Контр-адмирал Беклемишев, исполняющий должность старшего флагмана 2 флотской дивизии по приказанию главного командира отправился на место беспорядков с целью получить более точные сведения, однако едва спасся от преследования толпы, которая увидев его подняла страшный шум, свист и начала бросать в него камни.
В 20 часов 30 минут большая толпа матросов и хулиганов дважды обстреляла Третью Северную казарму, охраняемую учебной командой Первого кронштадтского крепостного пехотного батальона. Оба эти нападения были отбиты после открытия огня залпами. Обороняющиеся понесли потери, двое из них были ранены. Из нападавших никто не был задержан.
Около 22 часов для рассеяния большой толпы, собравшейся на углу Михайловской и Владимирской улиц, была послана первая рота Первого кронштадтского крепостного пехотного батальона. С Купеческой, а затем с Михайловской улиц роту встретили залпами, однако залпы прекратились после ответного огня роты. По роте были произведены выстрелы также и с тыла, по видимому, артиллерийским патрулём, который однако тотчас же разбежался. Рота понесла потери: один человек был убит, один человек был тяжело ранен, трое получили лёгкие ранения.
Толпа восставших пыталась напасть на морскую загородную лабораторию, но этому воспрепятствовала охранявшая этот участок рота крепостного батальона. Дальнейших попыток нападения на войска или учреждений восставшими не делалось, но всю ночь шёл по городу грабёж, буйство, пьянство и пожары. Беспорядки в частях города были пресечены при помощи небольших отрядов, которые направлялись комендантом на разные улицы.
К утру 27 октября беспорядки уже начали стихать и к 15 часам, когда в крепость прибыли уже новые сухопутные части, присланные для усиления гарнизона, мятеж закончился. Ночью 28 октября крепость была объявлена на военном положении. 29, 30 и 31 октября было осуществлено разоружение и арест в морских и сухопутных частях, принимавших участие в беспорядках. 357 человек восставших было предано суду, из них было осуждено 229 человек, 128 человек было оправдано.
По другим данным, в декабре 1905 года 10 участников восстания были приговорены к каторжным работам, 67 — к тюремному заключению, 84 человека — оправданы.